# Красимир Саманджиев
Красимир Благоев Саманджиев е български офицер от Държавна сигурност (генерал-майор).

## Биография
Красимир Саманджиев е роден на 21 ноември 1936 година в Свиленград. Баща му Благой Саманджиев е активист на Българската комунистическа партия (БКП) и през 1927 – 1935 година живее в Съветския съюз, където завършва Комунистическия университет на националните малцинства от Запада и става член на Комунистическата партия на Съветския съюз. При комунистическия режим в различни периоди ръководи околийската и градската организация на БКП в Свиленград и е кмет на града.
Саманджиев завършва основно и прогимназиално образование в родния си град, след което учи в Народнота Суворовско училище в София. През 1953 година преминава съкратен курс в Народното военно гранично училище и става офицер в подчинените на Министерството на вътрешните работи (МВР) Гранични войски. Първоначално е взводен командир, а от 1957 година е заместник-началник по строевата част на 13-и граничен отряд в Любимец. През 1959 година е понижен в звание, след като в пияно състояние стреля на обществено място в Ардино. През 1961 година е назначен в приграничното разузнаване при 7-и граничен отряд в Малко Търново, а през следващата година е зачислен в Държавна сигурност. По това време завършва двугодишен езиков курс в Школата „Георги Димитров“.
След поредица ходатайства на баща му на 18 май 1964 година Красимир Саманджиев е прехвърлен в централата на Държавна сигурност като офицер в 01 отделение на 11 отдел (турски) на Второ управление (контраразузнаване). През март 1965 година е прехвърлен в 03 отделение (активни мероприятия) на същия отдел, а от 4 август 1970 година е началник на отделението. По това време преминава шестмесечен оперативен курс в школа на съветския КГБ, а на 14 септември 1973 година става заместник-началник на турския отдел. От май 1975 до 10 август 1977 година е началник на отделението за чуждестранни журналисти във Второ управление с ранг на заместник-началник на отдел, след което е върнат в турския отдел като негов началник и е изпратен на нов шестмесечен курс в Съветския съюз.
На 6 юни 1985 година, в разгара на т.нар. „Възродителен процес“, когато режимът приоритизира дейността срещу турското малцинство в страната, Саманджиев става заместник-началник на Второ главно управление. От 1 февруари 1987 година преминава двумесечен курс за ръководни кадри в школа на КГБ в Москва. На 14 октомври 1988 година, при промяната в административното деление на страната, той оглавява новосъздаденото областно управление на МВР в Хасково, район с особена важност в контекста на „Възродителния процес“. През следващите месеци той участва активно и в действията на Държавна сигурност срещу възникващите по това време опозиционни групи и провежда срещи с техни ръководители, като Константин Тренчев, когото се опитва неуспешно да убеди да изолира етническите турци от Независимото дружество за защита правата на човека.
Кариерата на Красимир Саманджиев получава внезапен тласък с отстраняването на диктатора Тодор Живков през ноември 1989 година и опитите на новото ръководство на режима да прочисти ръководството на Държавна сигурност от компрометирани личности. В началото на 1990 година той е повишен в генерал-майор и поема ръководството на Второ главно управление, а от 25 януари е началник на новосъздадената Национална служба за защита на конституцията, в която трябва да се преобразуват основните подразделения на Държавна сигурност. Според негови изказвания от този период части от Държавна сигурност трябва да се прелеят в криминалната полиция, тъй като хората, които „искат да демонтират нашия социалистически строй и нас“, „ние не можем с политически средства на ДС да се занимаваме с тях... а трябва да ги търсим като криминални, като стопански престъпници“. Още на 18 януари той инициира създаването на работна група в МВР, която да започне систематичното унищожаване на архивни материали за незаконни или компрометиращи дейности на службите, както и личните дела на агенти, които не може да бъдат ползвани в бъдеще, а през следващите дни е особено настоятелен незабавно да започне работа в тази насока.
Два месеца по-късно Саманджиев е отново повишен и от 27 март става заместник-министър на вътрешните работи в първото правителство на Андрей Луканов. На 4 декември 1990 година парламентът изисква от МВР да предостави данни за народните представители, които са били сътрудници на Шесто управление на Държавна сигурност – Саманджиев е натоварен са тази дейност и целенасочено възпрепятства предаването на документацията, като дори изключва няколко сътрудници от предадения на парламента списък.
На 27 март 1991 година, след падането на кабинетите на Луканов, той е пенсиониран считано от 1 септември същата година. През следващите години избягва публични изявления, но първоначално участва в ръководството на основаната на 17 март 1995 година Асоциация на контраразузнавачите в България.

## Награди
- Медал „За заслуги към сигурността и обществения ред“ (1970; за приноса си към присъдите за шпионаж на групата на Фуат Юмеров)[17]
- Почетна значка на МВР (4 април 1980)[8]
- Орден „Народна република България“ III степен (януари 1985)[9]
- Медал „За укрепване на бойното сътрудничество“, Съветски съюз (10 октомври 1985)[9]
- Орден „Народна република България“ III степен (17 април 1986, за участието си в т.нар. „Възродителен процес“)[18]
- Орден „Народна република България“ II степен (20 ноември 1986, по повод 50-ата му годишнина)[10][19]